# جان مارك مارينو
جان مارك مارينو (بالفرنسية: Jean-Marc Marino)‏ ولد بتاريخ 15 أغسطس 1983 في كاستر، فرنسا، هو دراج فرنسي سابق في صنف سباق الدراجات على الطريق.

## وصلات خارجية
- الموقع%20الرسمي

## روابط خارجية
- جان مارك مارينو على موقع الاتحاد الدولي للدراجات (الإنجليزية)
- جان مارك مارينو على موقع أرشيف الدراجات (الإنجليزية)
- جان مارك مارينو على موقع إحصائيات الدراجات الإحترافية (الإنجليزية)
- جان مارك مارينو على موقع نسبة الدراجات (الإنجليزية)